# Peter Mauersberger
Peter Mauersberger (* 10. September 1928 in Zwickau; † 17. Februar 2007 in Leer (Ostfriesland)) war ein deutscher Geophysiker und Hydroökologe.

## Leben
Als Sohn eines Diplom-Bergingenieurs und Diplom-Markscheiders besuchte er in Stollberg/Sachsen von 1939 bis 1944 das Gymnasium. Die Schulzeit wurde durch Kriegseinsatz 1944/45 und Arbeit als Rohrschlosser 1945 unterbrochen. 1947 legte er sein Abitur an der Oberschule Stollberg ab.
Er studierte Geophysik an der Bergakademie Freiberg (1947–1950) und an der Humboldt-Universität zu Berlin (HU) (1951). Nebenfächer: Geologie, Meteorologie und theoretische Physik. Seine akademischen Lehrer waren Prof. Dr. Wolfgang Buchheim (Freiberg), Prof. Dr. Gerhard Fanselau und Prof. Dr. Hans Ertl (Berlin). 1951 legte Peter Mauersberger seine Diplomprüfung als Geophysiker an der Humboldt-Universität ab. Von 1951 bis 1957 arbeitete er als Assistent am Institut für Meteorologie und Geophysik. Im Jahre 1956 erlangte er die Promotion mit der Arbeit Anwendung der Hamilton-Jacobischen Theorie in der Hydrodynamik.
An der Deutschen Akademie der Wissenschaften zu Berlin (spätere Akademie der Wissenschaften der DDR (AdW)) fing er 1957 als wissenschaftlicher Mitarbeiter an und wirkte dort bis 1969 im Institut für physikalische Hydrographie. 1968 wurde er zum stellvertretenden Direktor des Instituts ernannt. Die Habilitation hatte er 1964 mit der Arbeit Über die Grundlagen der theoretischen Magnetohydrodynamik in der Geophysik an der HU erlangt.
Seit seiner Assistentenzeit übte er bis 1994 eine ununterbrochene Lehrtätigkeit an der Humboldt-Universität Berlin aus. 1965 erhielt er eine nebenamtliche Dozentur bzw. Honorardozentur an der HU. Im Jahre 1971 wurde er zum Professor an der AdW ernannt. Die Deutsche Akademie der Naturforscher Leopoldina Halle wählte ihn 1973 zum Mitglied. In den Jahren von 1976 bis 1988 und 1990 bis 1991 leitete er den Fachbereich Hydrologie am Institut Geographie und Geoökologie der AdW.
Ab November 1990: Mitarbeit an der Studienstiftung des Deutschen Volkes als Vertrauensdozent der HU, bei Sommerakademien und Auswahlseminaren.
Er war 1992 der Gründungsdirektor des Leibniz-Instituts für Gewässerökologie und Binnenfischerei. Am 30. September 1994 erfolgte seine Emeritierung. Zuletzt lebte er in Leer/Ostfriesland. Seine wissenschaftlichen Arbeiten umfassen mehr als 140 Veröffentlichungen.
Er hat mit seinen Arbeiten wesentlich zum Verständnis über das Magnetfeld der Erde beigetragen; auch diese Arbeiten wurden international gewürdigt.

## Ehrungen
- Bundesverdienstkreuz 1. Klasse (22. Februar 1999)[1]

## Forschungsarbeiten
Peter Mauersberger arbeitete im Laufe der Zeit u. a. an folgenden Forschungsarbeiten:
- 1951–1970 Erdmagnetismus und weitere Gebiete der Geophysik
- 1955–1975 Geophysikalische Hydrodynamik und Magnetohydrodynamik
- 1963–1991 Grundwasserbewegungen, Grundwassergewinnung und Grundwasserbeschaffenheit
- seit 1972 Hydrologie/Limnologie
- seit 1977 Theorie physikalisch-chemisch-biologischer Prozesse in aquatischen Ökosystemen (Oberflächengewässer und unterirdisches Wasser)
- seit 1984 Wasser und Klima
- seit 1992 Theorie aquatischer Ökosysteme

## Schriften
- Betrachtungen über die zeitliche Änderung der Parameter des geomagnetischen Feldes auf Grund der vorliegenden Potentialentwicklungen, Berlin 1952
- Magnetfeld, Berlin 1959
- Geomagnetismus und Aeronomie – Über das aus dem Erdinneren stammende Magnetfeld, Geomagnetismus und Aeronomie. Band III mit Otto Lucke, Robert Lauterbach und Friedrich Frölich, Berlin 1959
- Beobachtungsergebnisse über das Hauptfeld und die Säkularvariation, Berlin 1961
- Über das aus dem Erdinneren Stammende Magnetfeld, Berlin 1961
- Theorie der elektromagnetischen Felder, Berlin 1964
- Wasserressourcen und ihre anthropogenen Veränderungen, Berlin 1977
- Irreversibilität in der Hydrologie, Berlin 1982
- Möglichkeiten und Grenzen der Prognose von Veränderungen aquatischer Ökosysteme bei veränderter Inanspruchnahme, Berlin 1983
- Some simulations models for water quality management of shallow lakes and reservoirs and a co ntribution to ecosystem theory mit Milan Straæskraba, in: William J. Mitsch, Milan Straéskraba, and Sven E. Jørgensen (Hrsg.), Wetland modelling, Amsterdam 1988